# Suono
(Giovanni Piana, Filosofia della musica)

Suono dell'altoparlante

Col termine suono (dal latino sonus ) s'intende tutta la porzione dello spettro acustico (le frequenze di oscillazione) udibile dal orecchio umano, ed è principalmente legato alla propagazione delle onde sonore nell'aria (o nell'acqua, quando siamo immersi). Ogni suono è caratterizzato da un'altezza fondamentale (quantità di vibrazioni al secondo) e da un'intensità acustica, anche se in molti casi (come i rumori o gli insiemi di suoni), l'altezza non è o potrebbe non essere valutabile. lo spettro udibile dei suoni, comprende le frequenze da 20 a 20 000 Hz, e la velocità di propagazione delle onde nell'aria, è comunemente indicata come 340 m/s. L'intensità dei suoni è legata alla sensibilità del orecchio, compresa tra il valore minimo di soglia e il valore della pressione massima accettabile, corrispondente al dolore e poi al danno perenne del timpano.

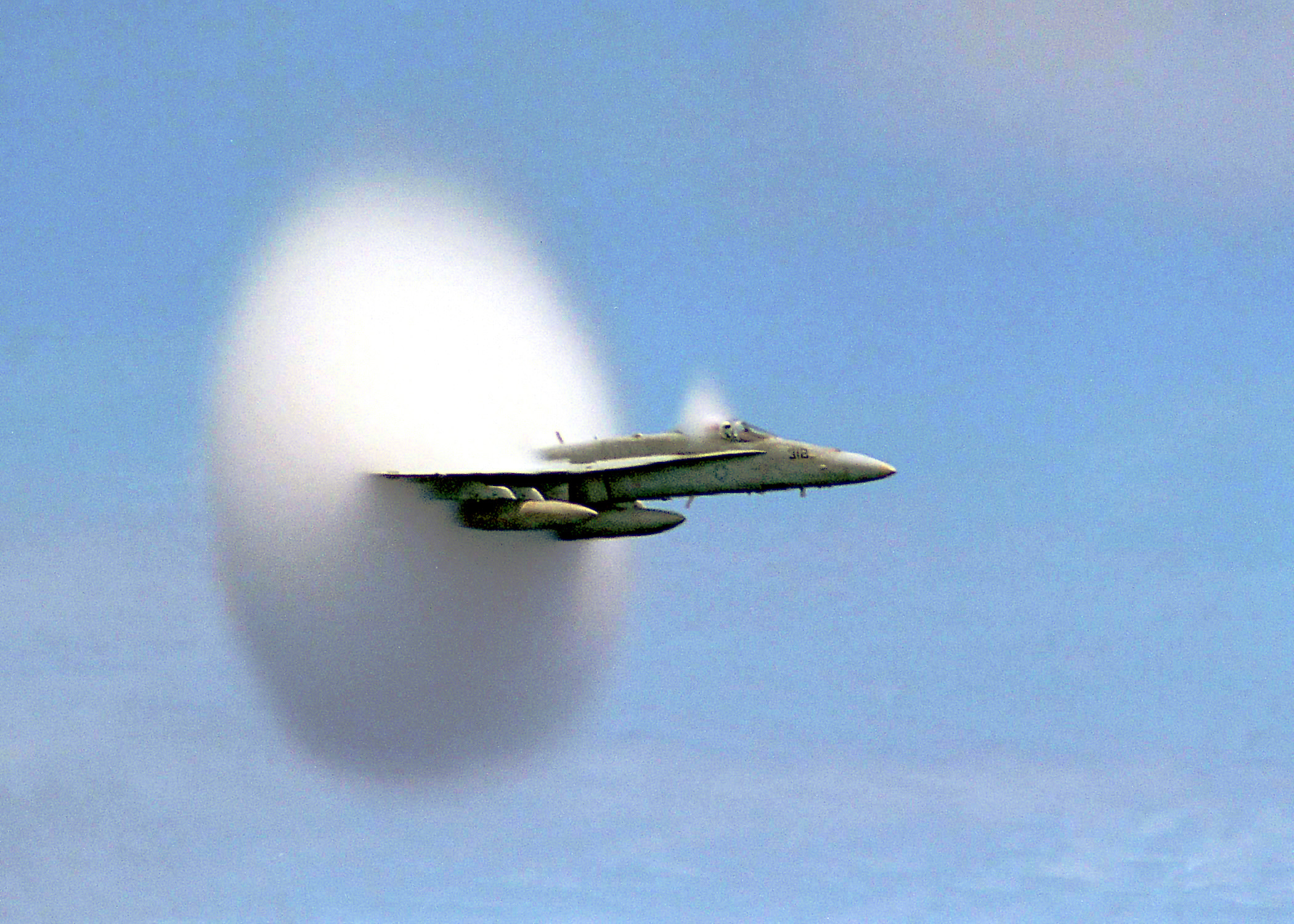
Superamento della barriera del suono in atmosfera

Il suono crea una "sensazione uditiva" correlata alla natura delle vibrazioni delle particelle del mezzo di trasmissione, come una successione di micro compressioni ed espansioni tra le sue molecole (pressione sonora), che lo fa giungere al nostro apparato uditivo, dalla sorgente sonora.
Il suono non viene trasmesso nel vuoto: nello spazio, in assenza di aria o altro mezzo fluido/gassoso, il suono non è percepibile in quanto non riesce ad essere trasmesso.

## Descrizione

Onda sonora sferica

Onda sonora piana

Le oscillazioni sono spostamenti delle particelle intorno alla posizione di riposo e lungo la direzione di propagazione dell'onda; gli spostamenti sono provocati da movimenti vibratori, provenienti da un determinato oggetto, chiamato sorgente del suono, il quale trasmette il proprio movimento alle particelle adiacenti grazie alle proprietà meccaniche del mezzo; le particelle a loro volta, iniziando ad oscillare, trasmettono il movimento alle altre particelle vicine e queste a loro volta ad altre ancora, provocando una variazione locale della pressione; in questo modo, un semplice movimento vibratorio si propaga meccanicamente originando un'onda sonora (o onda acustica), che è pertanto onda longitudinale. Si ha un'onda longitudinale quando le particelle del mezzo in cui si propaga l'onda, oscillano lungo la direzione di propagazione. Le onde meccaniche longitudinali sono anche denominate onde di pressione. Il suono è un'onda che gode delle seguenti proprietà: riflessione, rifrazione e diffrazione, ma non della polarizzazione (a differenza della luce che è un'onda elettromagnetica). Un'onda ha la frequenza e lunghezza d'onda che possono essere messe in relazione con la formula:
{\displaystyle y(x,t)=y_{0}\sin {\Bigg (}\omega \left(t-{\frac {x}{c}}\right){\Bigg )}}
dove:
- {\displaystyle y} è lo spostamento di un punto seguendo l'onda sonora;
- {\displaystyle x} è la distanza dalla sorgente dell'onda del punto considerato;
- {\displaystyle t} è il tempo trascorso;
- {\displaystyle y_{0}} è l'ampiezza delle oscillazioni,
- {\displaystyle c} è la velocità dell'onda;
- {\displaystyle \omega } è la pulsazione[2] dell'onda.

La quantità {\displaystyle {\frac {x}{c}}} è il tempo necessario all'onda per percorrere la distanza {\displaystyle x}.
La frequenza {\displaystyle f}, in hertz, dell'onda è data da:
{\displaystyle f={\frac {\omega }{2\pi }}.}
Per le onde sonore, l'ampiezza dell'onda è la differenza tra la pressione del mezzo non perturbato e la pressione massima causata dall'onda.
La velocità di propagazione delle onde sonore dipende dalla temperatura e pressione del mezzo attraverso il quale si propagano.
Come tutte le onde, anche quelle sonore sono caratterizzate da una frequenza (che nel caso del suono è in diretta, ma non esclusiva, relazione con la percezione dell'altezza) e un'intensità (che è in diretta, ma non esclusiva, relazione con il cosiddetto "volume" del suono). Inoltre, caratteristica saliente delle onde sonore è la loro composizione armonica e non la forma dell'onda, che rende in gran parte ragione delle differenze cosiddette di timbro che si percepiscono tra suoni di tipo diverso.
Il campo uditivo dell'uomo si estende da una frequenza di circa {\displaystyle 20\,\mathrm {Hz} } fino a {\displaystyle 20000\,\mathrm {Hz} } (ossia {\displaystyle 20\,k\mathrm {Hz} }).
La lunghezza d'onda rappresenta lo spazio percorso dall'onda sonora in un periodo completo di oscillazione. Le relazioni tra periodo {\displaystyle T} (tempo necessario perché si compia un'oscillazione completa), frequenza {\displaystyle f}, e lunghezza d'onda {\displaystyle L} sono date da:
{\displaystyle f={\frac {c}{L}}\,\,} {\displaystyle \,\,f={\frac {1}{T}}\,\,} {\displaystyle \,\,c={\frac {L}{T}}\,\,} {\displaystyle \,\,c=Lf}
dove {\displaystyle c} è la velocità del suono nell'aria ({\displaystyle 334\,\mathrm {m} /\mathrm {s} } nell'aria alla temperatura di {\displaystyle 20^{\circ }\mathrm {C} } ed alla pressione atmosferica al livello del mare).
La velocità del suono dipende molto dalla densità del mezzo: è circa {\displaystyle 1500\,{\frac {\mathrm {m} }{\mathrm {s} }}} nell'acqua e circa {\displaystyle 5000\,{\frac {\mathrm {m} }{\mathrm {s} }}} nel ferro. Essendo un movimento di materia, nel vuoto non si trasmette, poiché non c'è materia da far oscillare.
Conoscendo la velocità e la frequenza di un suono, possiamo dunque calcolare la sua lunghezza d'onda; alla frequenza di {\displaystyle 20\,\mathrm {Hz} }, la lunghezza d'onda è pari a {\displaystyle 17\,m}, mentre a {\displaystyle 20\,\mathrm {kHz} } è pari a soltanto {\displaystyle 17\,mm}.
La velocità di propagazione del suono dipende dalle caratteristiche del mezzo, in particolare l'elasticità e la densità.
È direttamente proporzionale all'elasticità ed inversamente proporzionale alla densità, secondo la relazione dove:
{\displaystyle c} = velocità del suono nel mezzo considerato
{\displaystyle k} = costante
{\displaystyle E} = modulo di elasticità di Young {\displaystyle \left({\frac {N}{m^{2}}}\right)}
{\displaystyle \rho } = densità del mezzo {\displaystyle \left({\frac {kg}{m^{3}}}\right)}
Spesso materiali di elevata densità presentano anche moduli di elasticità elevati e questo ha contribuito al diffondersi della convinzione che la velocità del suono sia più elevata in un mezzo ad alta densità rispetto ad un altro di densità più ridotta.

### Altezza
L'altezza è la qualità che fa distinguere un suono acuto da uno grave. Dipende in massima parte dalla frequenza, ma anche dalla intensità. L'orecchio umano percepisce solo i suoni che vanno da 16 a 20.000 oscillazioni al secondo. Al di sotto abbiamo gli infrasuoni, al di sopra gli ultrasuoni. Il sonar, ma anche i delfini ed i pipistrelli, percepisce gli ultrasuoni, mentre elefanti, pesci e cetacei percepiscono gli infrasuoni.
La pratica musicale copre una gamma di suoni, le cui fondamentali vanno dal do grave, con circa 65 oscillazioni semplici al secondo, al do acuto, con 8276 oscillazioni semplici. La voce umana ha un registro ancora più limitato. Per calcolare l'altezza dei suoni, è stato scelto come punto di riferimento il La4 (= ottava centrale del pianoforte), anche chiamiato diapason o corista. La frequenza del diapason, che fino al XIX secolo variava di Paese in Paese e anche a seconda del tipo di musica da eseguire (sacra, da camera, ecc.) è stata determinata da diversi congressi: nel 1885, il governo austriaco stabilì che il La4 corrispondesse a 870 oscillazioni semplici che, a loro volta, corrispondevano a 435 oscillazioni doppie. Ora invece il valore di riferimento, stabilito dalla Conferenza di Londra del 1939, è 440 vibrazioni doppie, quindi 880 semplici.
Le varie altezze si possono suddividere in diverse gamme di frequenza, tra 16 Hz e 20 kHz. Così, 3 divisioni portano alle basse (~ 16 ÷ 170 Hz), alle medie (~ 170 ÷ 1900 Hz) e alle alte frequenze (~ 2 ÷ 20 kHz), mentre 5 divisioni, invece, vedono solitamente le basse (16 ÷ 70 Hz), medio-basse (70 ÷ 300 Hz), medie (300 ÷ 1200 Hz), medio-alte (1,2 ÷ 5 kHz) ed alte (5 ÷ 20 kHz).

### Volume e pressione
Il volume che viene spesso anche chiamato - colloquialmente ed erroneamente - pressione, è la qualità sonora associata alla percezione della forza di un suono, ed è determinato dalla pressione che l'onda sonora esercita sul timpano: quest'ultima è a sua volta determinata dall'ampiezza della vibrazione e dalla distanza del punto di percezione da quello di emissione del suono. In particolare, la pressione di un'onda sonora sferica emessa da una sorgente puntiforme risulta essere proporzionale al reciproco della distanza:
{\displaystyle {\tilde {p}}\sim {\frac {1}{r}}}
{\displaystyle {\frac {{\tilde {p}}_{1}}{{\tilde {p}}_{2}}}={\frac {r_{2}}{r_{1}}}}
{\displaystyle {\tilde {p}}_{1}={\tilde {p}}_{2}{\frac {r_{2}}{r_{1}}}}
{\displaystyle p} = pressione
Per misurare il volume percepito di un suono si fa spesso riferimento al livello sonoro, che viene calcolato in decibel, come segue:
{\displaystyle L_{\mathrm {p} }=10\,\log _{10}\left({\frac {{p}^{2}}{{p_{0}}^{2}}}\right)=20\,\log _{10}\left({\frac {p}{p_{0}}}\right){\mbox{ dB}}}
nella formula, {\displaystyle p} indica la pressione quadratica media, mentre {\displaystyle p_{0}} è una pressione sonora di riferimento (soglia del silenzio o udibile. È la più piccola variazione di pressione che l'orecchio umano è in grado di percepire) comunemente posta a {\displaystyle 20\,\mu \mathrm {Pa} } {\displaystyle \left(2\cdot 10^{-5}\,{\frac {N}{m^{2}}}\right)} in aria e a {\displaystyle 1\,\mu \mathrm {Pa} } in acqua. La misura in decibel risulta più appropriata per indicare il livello sonoro percepito, perché la risposta dell'orecchio umano è all'incirca logaritmica.
L'intensità di un'onda sonora è invece definita come la quantità di energia che passa attraverso l'unità di area nell'intervallo di tempo unitario. Quindi se l'energia {\displaystyle E} passa attraverso l'area {\displaystyle A} nel tempo {\displaystyle t}, l'intensità {\displaystyle I} dell'onda è {\displaystyle I={\frac {E}{At}}={\frac {P_{ac}}{A}}}, dove si è tenuto conto della definizione di potenza {\displaystyle P_{ac}} come rapporto fra l'energia e il tempo in cui viene sviluppata ({\displaystyle P_{ac}=E/t}).
L'intensità si può esprimere anche a partire dalla pressione e dalla velocità dell'onda (indicando con T il periodo dell'onda):
{\displaystyle I={\frac {1}{T}}\int _{0}^{T}p(t)\cdot v(t)\,dt}
Nel caso di un'onda sferica (sorgente puntiforme), l'intensità, in funzione della distanza è data da
{\displaystyle I_{r}={\frac {P_{ac}}{A}}={\frac {P_{ac}}{4\pi r^{2}}}\,}.
Come si può vedere l'intensità decresce come il reciproco del quadrato della distanza:{\displaystyle I\sim {p^{2}}\sim {\dfrac {1}{r^{2}}}\,}
e quindi molto più rapidamente della pressione {\displaystyle p\sim {\frac {1}{r}}}
Anche per l'intensità si dà una definizione di livello in unità logaritmiche (decibel): 
{\displaystyle L_{I}=10\log _{10}{\frac {I}{I_{o}}}\,}
In questo caso l'intensità di riferimento {\displaystyle I_{0}=10^{-12}\,{\frac {\mathrm {W} }{m^{2}}}}.

### Timbro
Il timbro è la qualità che più distingue un suono da un altro; immaginiamo la voce di un Elefante o di una Tigre (ad esempio). In ambito musicale, il timbro è la qualità che distingue uno strumento musicale dall'altro, a parità della nota suonata. Il timbro non dipende dalla forma d'onda del suono (ma dalla quantità e intensità dei suoni armonici in cui può essere scomposto), oltre alla fondamentale). Pertanto il timbro è determinato dalla sovrapposizione delle onde componenti. Il timbro è determinato anche dalla natura della sorgente sonora (forma e composizione) e dalla maniera in cui questa viene fatta vibrare o posta in oscillazione (le corde vocali, un violino o le foglie mosse dal vento, ecc).
La scomposizione nelle proprie componenti fondamentali (sinusoidali) di un suono registrato (o ripreso da un microfono), è detta analisi in frequenza. Con questo metodo si è in grado di analizzare i suoni di una singola onda sonora per valutarne il timbro (es: analizzatore di spettro, ecc).
Nella musica, tanto più un suono è composto da diverse componenti, tanto più esso risulta complesso. Ad esempio, si potrebbe andare da un suono più semplice di un flauto dolce, composto dalla fondamentale e da pochissime armoniche (piuttosto consonanti e di basso livello acustico), al suono ricco degli strumenti ad arco, composto da moltissime frequenze armoniche.
Tanto più le frequenze secondarie che si sovrappongono alla principale non sono armoniche (ovvero hanno frequenze che non sono multipli interi della fondamentale), tanto più ci si avvicina al rumore.

## Localizzazione uditiva
La localizzazione uditiva, detta anche localizzazione sonora o acustica, è la capacità di identificare la posizione di una sorgente sonora nello spazio. Nell'uomo, questa si basa principalmente su tre fattori: la differenza di tempo interaurale, la differenza di intensità interaurale e le modifiche spettrali causate dalla forma del padiglione auricolare e dai volumi spaziali di testa e spalle. La localizzazione uditiva si avvale anche di cues secondari quali il riverbero ambientale ed il moto relativo tra sorgente ed ascoltatore, per determinare o migliorare la localizzazione della sorgente sonora.

## Suoni e rumori
Il rumore è comunemente identificato come una sensazione uditiva sgradevole e fastidiosa o intollerabile. Tuttavia, alcuni studiosi ritengono che la differenza di significato tra "suono" e "rumore" sia legata più alla controllabilità dell'emissione acustica, che non alla sua gradevolezza. Inoltre, molti rumori vengono generati elettronicamente per ricreare l'equivalente del suono nella sua complessità, ad esempio il rumore bianco, il rumore rosa, il rumore gaussiano, ecc. E il rumore del mare (ad esempio) non è un suono udibile?

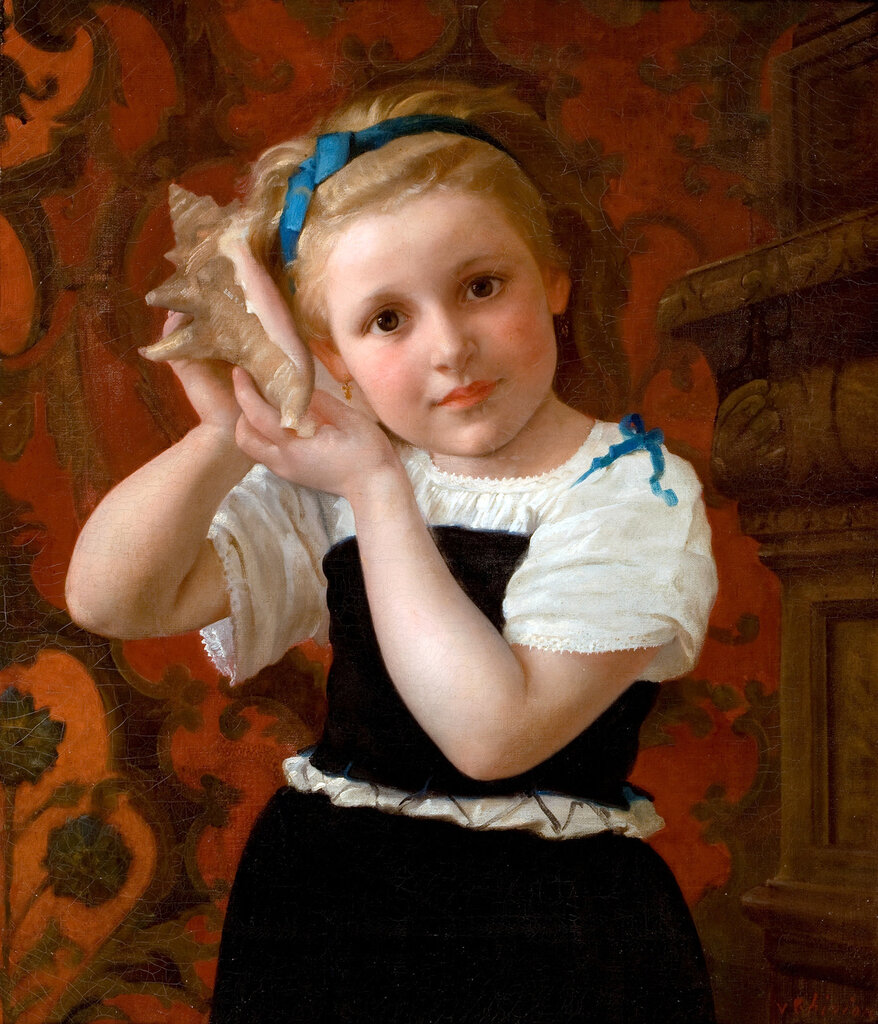
Il suono delle conchiglie

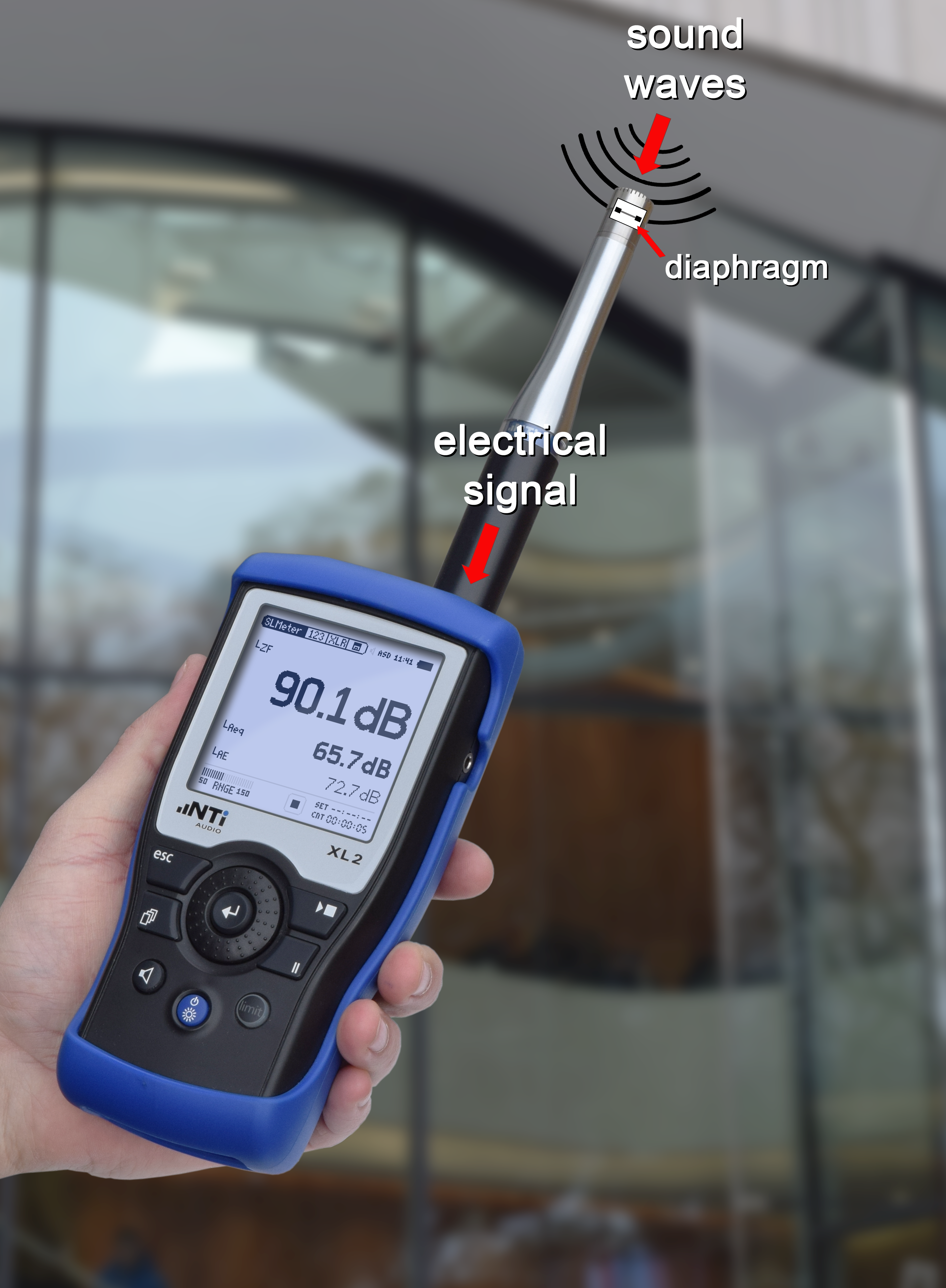
Meter del livello sonoro

L'udito umano non è ugualmente sensibile a tutte le frequenze dei suoni, ma è più sensibile nel campo compreso fra {\displaystyle 2\,k\mathrm {Hz} } e {\displaystyle 5\,k\mathrm {Hz} }, e molto meno sensibile alle frequenze estremamente basse ({\displaystyle 16\,\mathrm {Hz} }) o estremamente elevate ({\displaystyle 20\,k\mathrm {Hz} }). Questo fenomeno è molto più pronunciato ai bassi livelli di pressione sonora che non agli alti livelli. Così, un segnale a {\displaystyle 50\,\mathrm {Hz} } con un livello di pressione sonora di {\displaystyle 85\,\mathrm {dB} } (abbastanza alto), dà luogo alla stessa intensità soggettiva di un segnale a {\displaystyle 1000\,\mathrm {Hz} } con livello di {\displaystyle 70\,\mathrm {dB} } ({\displaystyle 15\,\mathrm {dB} } di differenza, non pochi); pertanto, affinché uno strumento per la misura del rumore reagisca nella stessa maniera dell'orecchio umano, è necessario dotarlo di un filtro di ponderazione che ne simuli la risposta. E questo filtro, è definito dalle norme CEI 29-1, 29-10 e 29-14 (e successive modificazioni e/o integrazioni) come "ponderazione A".